# Biała Cerkiew
Biała Cerkiew (ukr. Бiла Церква, Biła Cerkwa) – miasto w północnej części Ukrainy, największe w obwodzie kijowskim, nad rzeką Roś, w odległości 84 km na południe od Kijowa, siedziba administracyjna rejonu białocerkiewskiego.
W mieście rozwinął się przemysł maszynowy, elektrotechniczny, spożywczy, materiałów budowlanych, chemiczny, włókienniczy, obuwniczy oraz meblarski. Miasto posiada uzdrowisko (wody radoczynne) i wyższą szkołę. W granicach miasta znajduje się park dendrologiczny Aleksandria.

## Historia

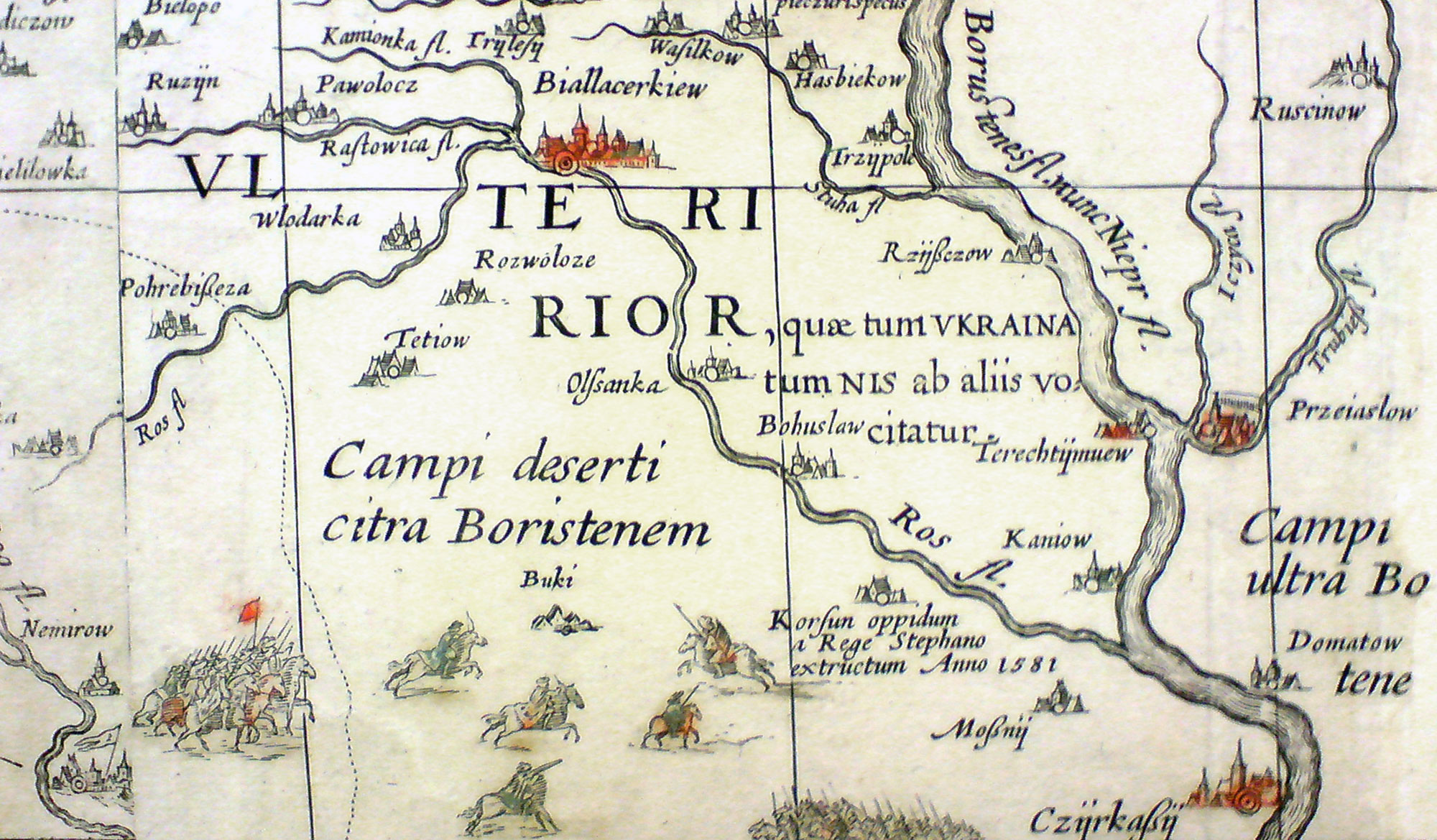
Fragment mapy radziwiłłowskiej z 1613 r. przedstawiający rzekę Roś i Białą Cerkiew

### Toponimika nazwy
Dawne nazwy Jurjew, Białacerkiew, Białocerkiew, Biłaja Cerkow, Biełaja Cerkow, w okresie Rzeczypospolitej również pod łacińską nazwą Album Fanum lub Alba Capella.

### Początki miasta
Miasto (osada) za czasów Rusi Kijowskiej nazywało się Jurijew. Jego początki sięgają IX wieku. Od 1363 Biała Cerkiew należała do Wielkiego Księstwa Litewskiego, od 1471 stanowiła część województwa kijowskiego. Około roku 1550 wojewoda kijowski Fryderyk Proński wybudował w tym miejscu obronny zamek i twierdzę.

### W granicach Królestwa Polskiego

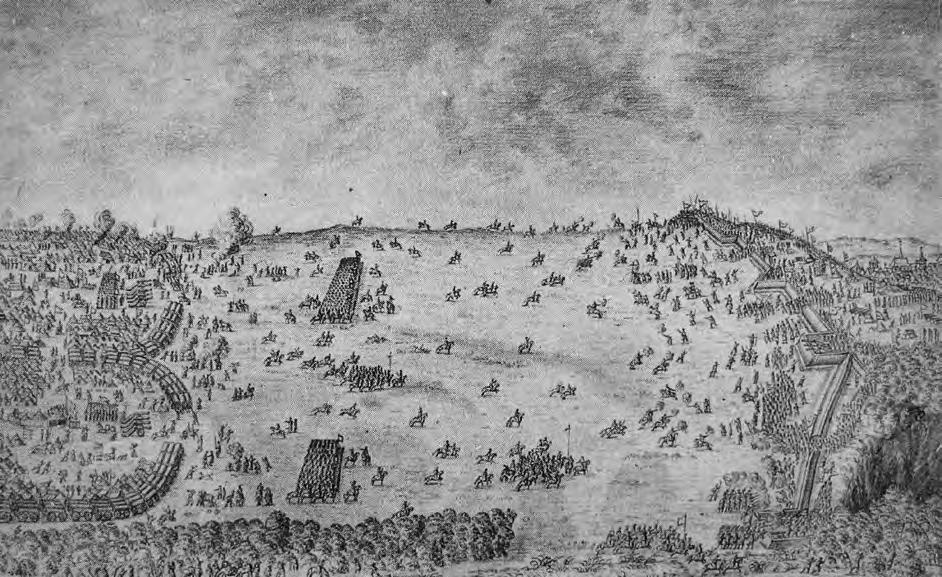
Bitwa pod Białą Cerkwią (1651)

Od 1569 w granicach Korony Królestwa Polskiego, administracyjnie leżało w powiecie kijowskim województwa kijowskiego prowincji małopolskiej. Była to własność królewska, jednak później za zasługi nadano ją kasztelanowi krakowskiemu Januszowi Ostrogskiemu. Następnie właścicielem był Stanisław Lubomirski. Za jego czasów Biała Cerkiew otrzymała prawa miejskie nadane przywilejem królewskim Zygmunta III Wazy w roku 1620 podpisanym w Warszawie.
Koniec XVI wieku to czas częstych buntów kozackich.
W 1612 roku zapisano pierwszą lustrację zamku starościńskiego. W 1626 roku dowodzone przez regimentarza Stefana Chmieleckiego wojska kwarciane i Kozacy rozgromili tu Tatarów krymskich. Kolejnym właścicielem Białej Cerkwi był książę Jerzy Dymitr Wiśniowiecki. W 1648 roku po zdobyciu zamku zamknął się w nim Bohdan Chmielnicki. Podczas Powstania Chmielnickiego doszło tu w 1651 roku do nierozstrzygniętej bitwy wojsk litewskich z Kozakami i Tatarami, po której podpisano Ugodę z Kozakami.
We wrześniu 1663 roku w Białej Cerkwi doszło do dysputy teologicznej między rektorem Akademii Kijowskiej Joannicjuszem Galatowskim a jezuitą i kaznodzieją Adrianem Pikarskim, którą Galatowski później opublikował pt. Rozmowa Białocerkiewska.... Podczas wyprawy zadnieprzańskiej, w dniu 23 października 1663 roku w Białej Cerkwi odbyła się wielka narada wojenna, w której udział wziął król Jan Kazimierz, Jan Sobieski, Stefan Czarniecki, Stanisław Rewera Potocki, hetman kozacki Paweł Tetera, oboźny Szymon Kawiecki. W dniach 28 maja – 4 czerwca 1666 roku 6 tys. żołnierzy moskiewskich pod dowództwem Piotra Izmaiłowa nieskutecznie oblegało 2 tysięczną polską załogę twierdzy w Białej Cerkwi. Sejm w 1667 roku przeznaczył podatek czopowe między innymi na żołd załogi twierdzy w Białej Cerkwi. W dniu 25 maja 1667 twierdzę w Białej Cerkwi próbowali zdobyć Kozacy Doroszenki pod dowództwem Kołwaszeckiego, których rozgromili wierni Polsce Kozacy pod dowództwem Matiuty. W drugiej połowie Doroszenko ponowił atak kierując przeciwko twierdzy około 10 tys. ludzi pod dowództwem Semena Paleja, jednak polska załoga twierdzy pod dowództwem komendanta Jana Stachurskiego wytrzymała oblężenie, a następnie po przybyciu odsieczy Brzuchowieckiego na czele 8 tys. żołnierzy, rozbili oddziały Doroszenki.
Kolejnym właścicielem był hetman wielki koronny Stanisław Jan Jabłonowski, w czasach którego tutejszy zamek był obsadzony przez dwutysięczną załogę pod dowództwem kapitana Ludwiga de Orgewalta, nobilitowanego za walkę z Tatarami herbem Jastrzębiec. W 1702 roku zamek zdobył kozak Semen Palej i uczynił go swoją siedzibą. W 1708 roku zamek opanowały wojska rosyjskie Golicyna. Kolejnym właścicielem miasta był wojewoda kijowski Jan Stanisław Jabłonowski, wojewoda rawski Stanisław Wincenty Jabłonowski, który wybudował tu kościół katolicki, następnie właścicielem został Jerzy August Mniszech. W 1765 roku opisano zamek jako wał z czterema bastionami otoczony z trzech stron fosą i rzeką Roś z czwartej. Twierdzy chroniło 25 armat i 2 moździerze. Obok fortecy znajdował się jeszcze zamek starościński, a wałem obwiedziono też całe miasto.

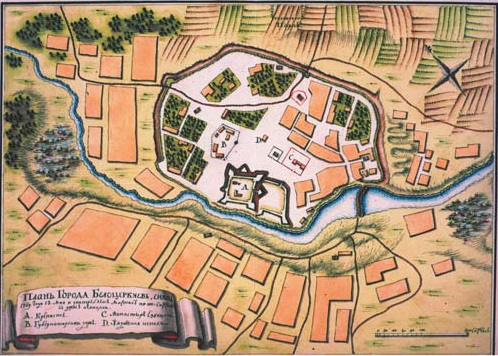
Plan miasta w 1769 r.

W 1774 roku prawem wieczystym starostwo i miasto otrzymał król Stanisław August Poniatowski, który w tym samym roku nadał je Franciszkowi Ksaweremu Branickiemu, który spędził tu 25 ostatnich lat swojego życia, jednak majątkiem zarządzała głównie jego żona Aleksandra von Engelhardt.
Miasto było siedzibą starostów grodowych:
- księcia Janusza Ostrogskiego, kasztelana krakowskiego zm. w roku 1620
- Stanisława Lubomirskiego, woj. krakowskiego, zm. 1649
- Konstantego Jacka Lubomirskiego, wojewody i starosty generalnego krakowskiego, zm. 1663
- księcia Dymitra Jerzego Wiśniowieckiego, hetmana polnego koronnego, wojewody krakowskiego, zm. 1682
- Stanisława Jana Jabłonowskiego, hetmana polnego koronnego, kasztelana krakowskiego, zm. 1702
- Jana Stanisława Jabłonowskiego, kanclerza wielkiego koronnego, zm. 1731
- Stanisława Wincentego Jabłonowskiego, zm. 1754
- Jerzego Wandalina Mniszcha, zm. 1778.

Starostwo białocerkiewskie było jednym z najbardziej dochodowych dóbr w I Rzeczypospolitej.

### Pod zaborami

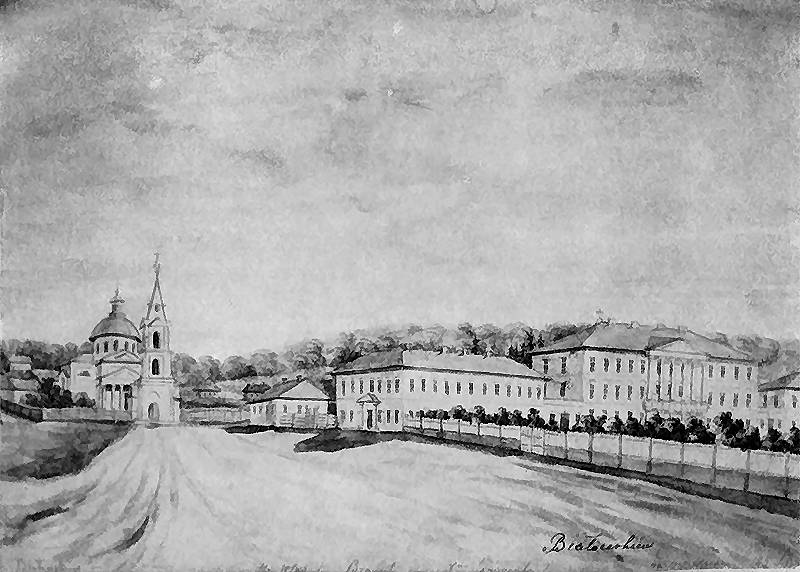
Biała Cerkiew w XIX w. (Napoleon Orda)

Po II rozbiorze Polski od 1793 roku w Rosji.
W 1814 roku w Białej Cerkwi odwiedził Branickich car Aleksander I. Po Ksawerym i po śmierci jego żony Aleksandry w 1838 roku Białą Cerkiew odziedziczył ich syn Władysław Grzegorz Branicki, a po nim, jego najstarszy syn, Ksawery Branicki. Ponieważ był nadzwyczaj przekorny jako adiutant Mikołaja I, majątek uległ konfiskacie ok. 1845 roku po wystąpieniu Branickiego z wojska rosyjskiego. W 1849 Ksawery Branicki osiedlił się we Francji i stał się właścicielem posiadłości i zamku w Montrésor. Droga, którą Władysław Michał Branicki doszedł do dziedziczenia Białej Cerkwi pozostaje niejasna. Przed 1917 rokiem Biała Cerkiew przeszła na jego córkę, ks. Marię Różę (Rozalię) Radziwiłłową.
W 1880 roku miasto liczyło 8961 prawosławnych, 9808 Żydów (w ostatnich latach XIX wieku udział procentowy Żydów w mieście przekroczył 50% ogółu mieszkańców), 412 katolików. W mieście znajdowały się trzy cerkwie, 2 synagogi oraz kościół parafialny rzymskokatolicki oo jezuitów, należący do dekanatu kijowskiego, wybudowany z fundacji Stanisława Wincentego Jabłonowskiego w roku 1743.

### Wojny XX wieku

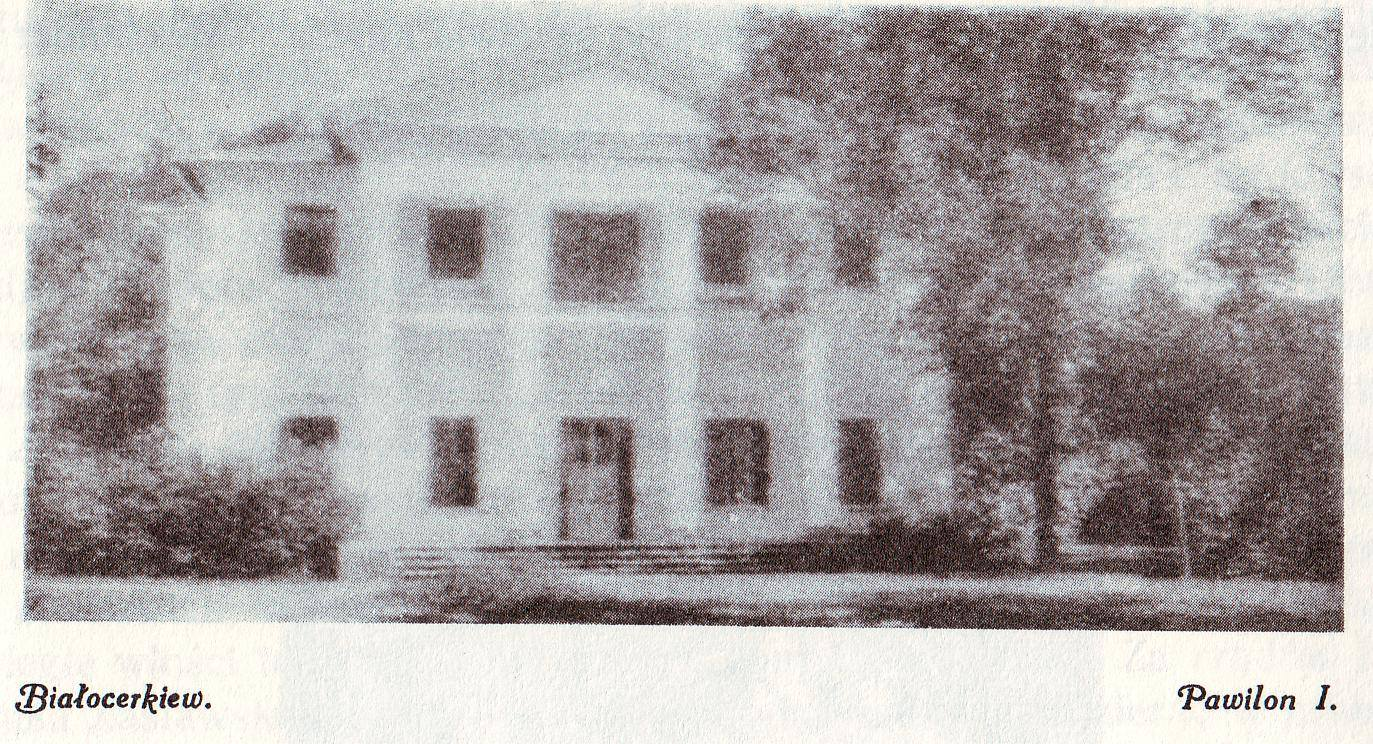
Białocerkiew przed 1928 rokiem

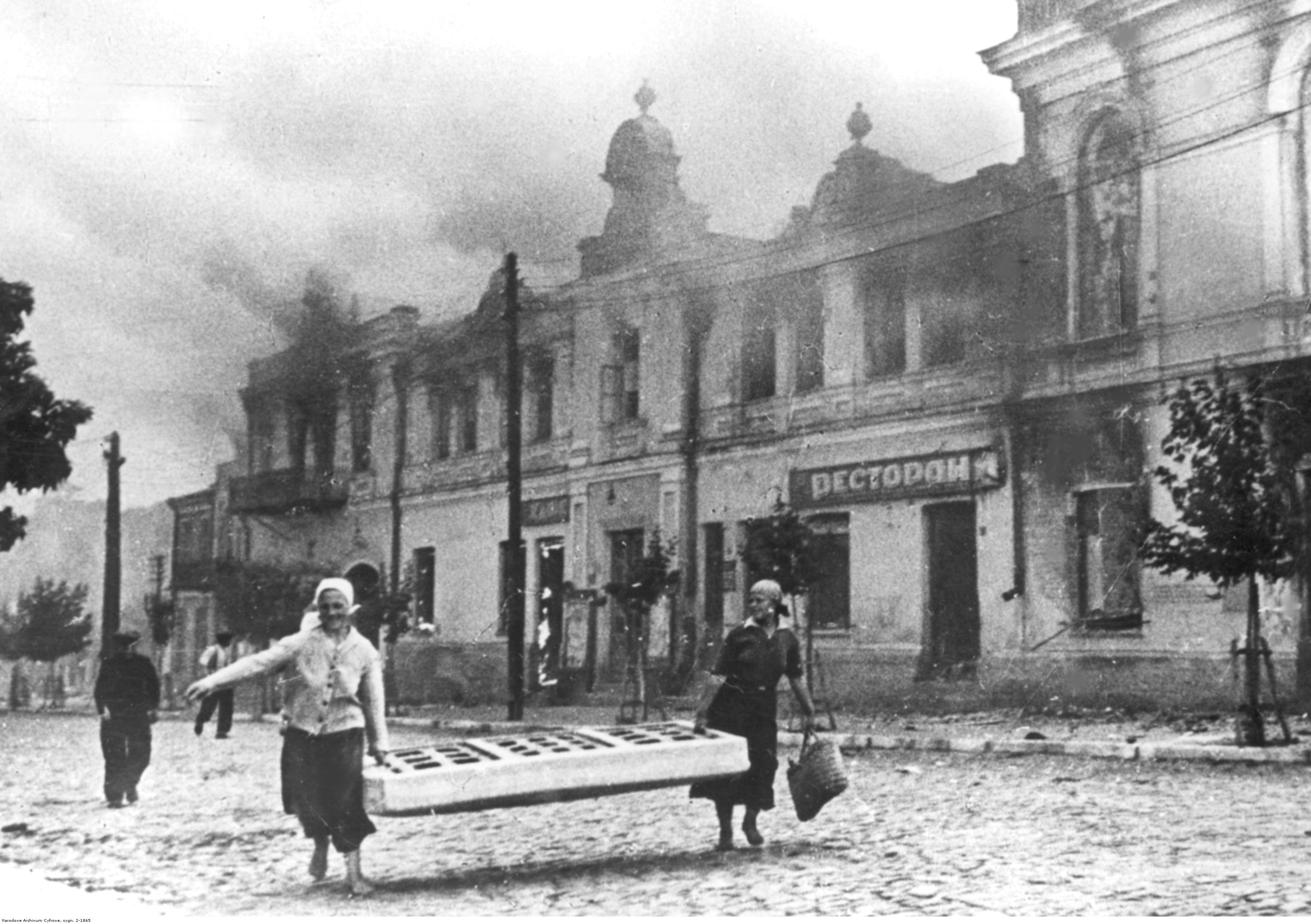
Pożar miasta w sierpniu 1941 roku

Po rewolucji październikowej na fali pogromów antyżydowskich, w latach 1919–1920 żydowscy mieszkańcy Białej Cerkwi stali się obiektem przemocy zarówno ze strony regularnych oddziałów ukraińskich, chłopskich atamana Zelenego, jak i kozackich białogwardzistów. Całkowitą liczbę ofiar śmiertelnych podaje się na 300-850 osób. Wiosną 1920 roku zajęta przez wojska polskie podczas wyprawy kijowskiej.
W czasie II wojny światowej pomiędzy 1941 a 1944 miasto okupowali Niemcy. 22 sierpnia 1941 miała tu miejsce masakra dzieci żydowskich, dokonana przez ukraińskich milicjantów.
W latach 1922–1991 w Ukraińskiej Socjalistycznej Republice Radzieckiej.
Podczas okupacji hitlerowskiej, 5 sierpnia 1941 roku Niemcy utworzyli getto dla żydowskich mieszkańców na terenie stalagu 334. Przebywało w nim około 3500 osób. 6 września 1941 roku Niemcy zlikwidowali getto, a Żydów zamordowali. Sprawcami zbrodni było Gestapo z Białej Cerkwi, niemiecka żandarmeria oraz ukraińska policja.

## Zabytki

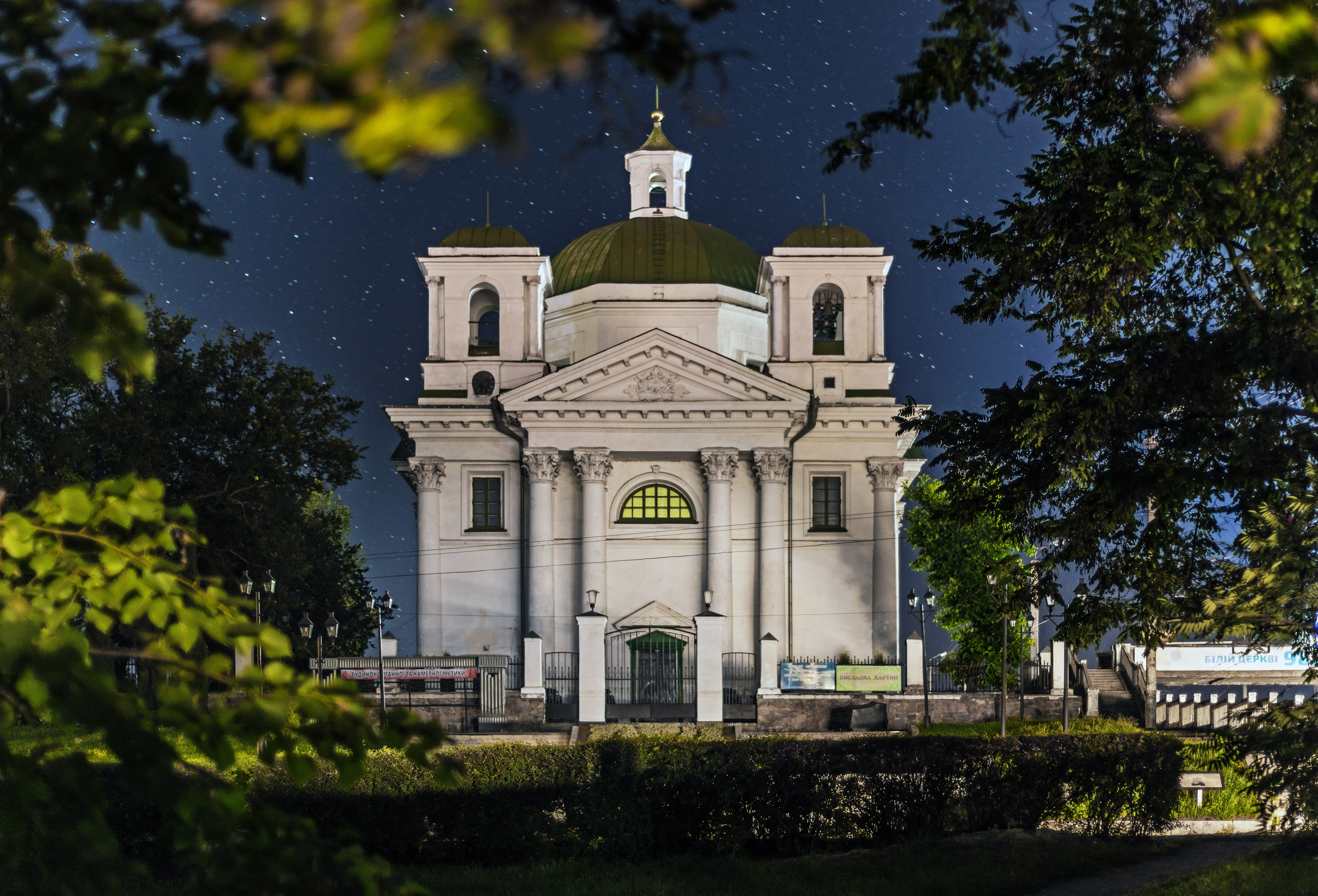
Kościół rzymskokatolicki pw. św. Jana Chrzciciela

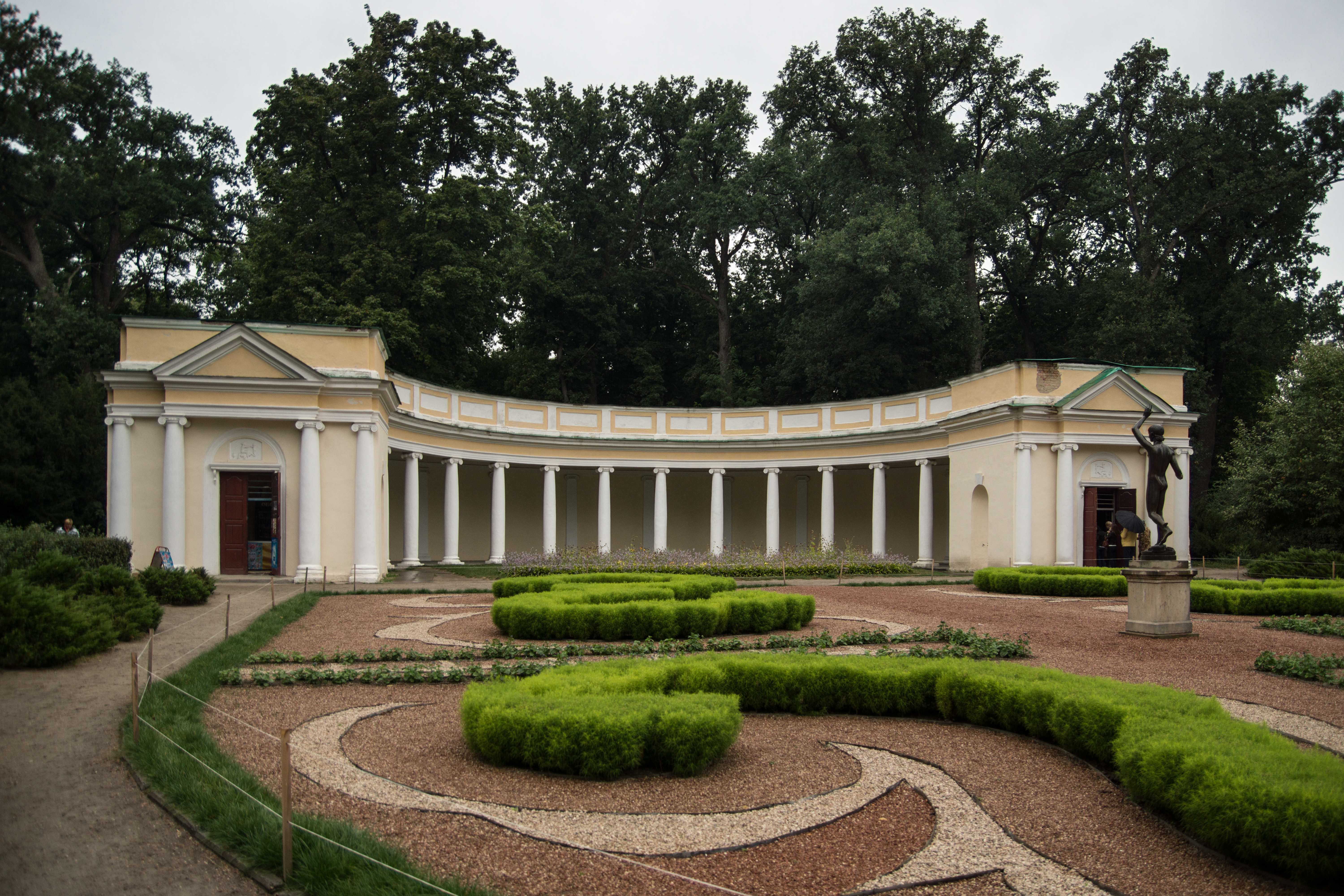
Jezioro i park w Aleksandrii

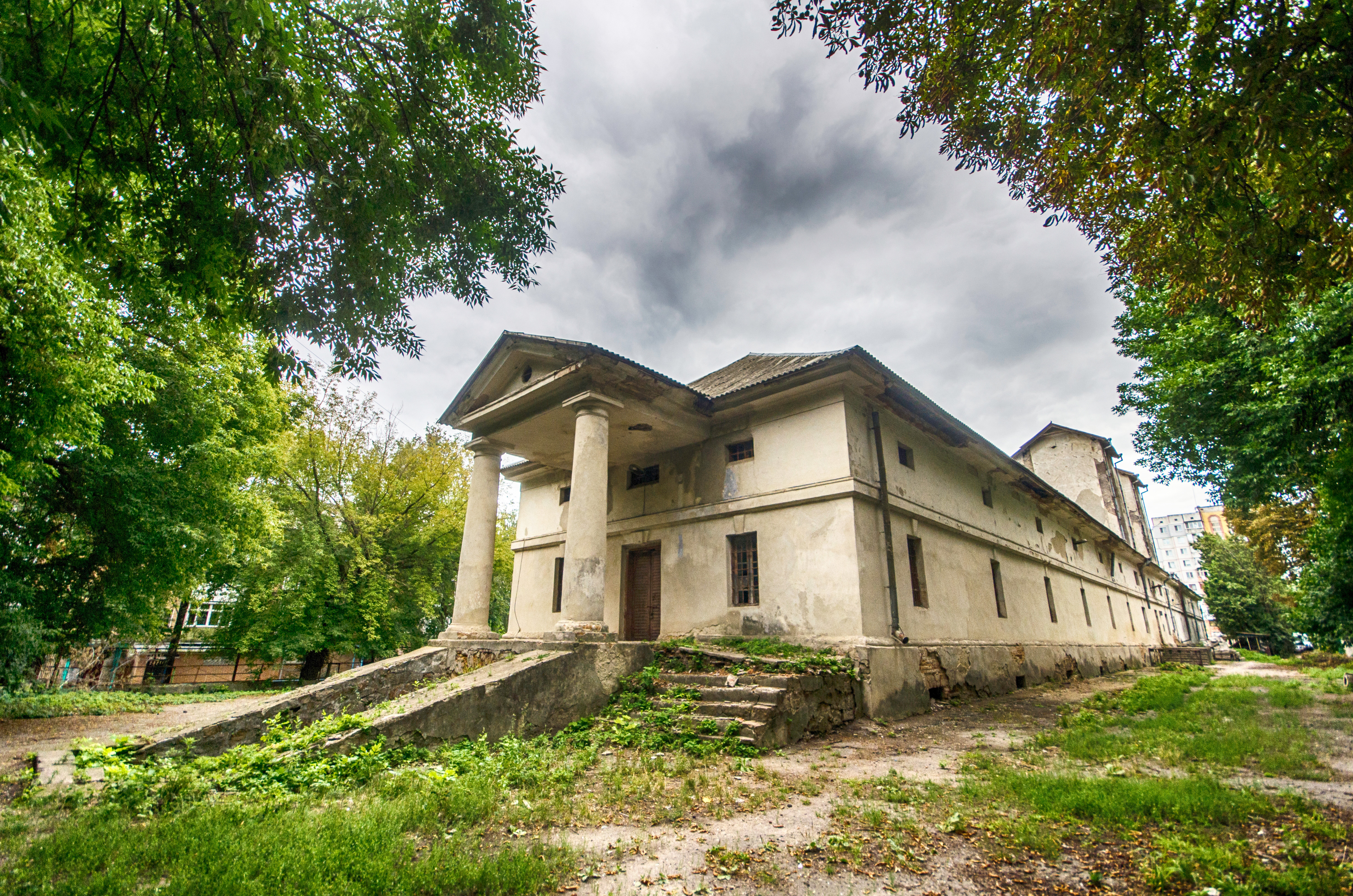
Składy Branickich

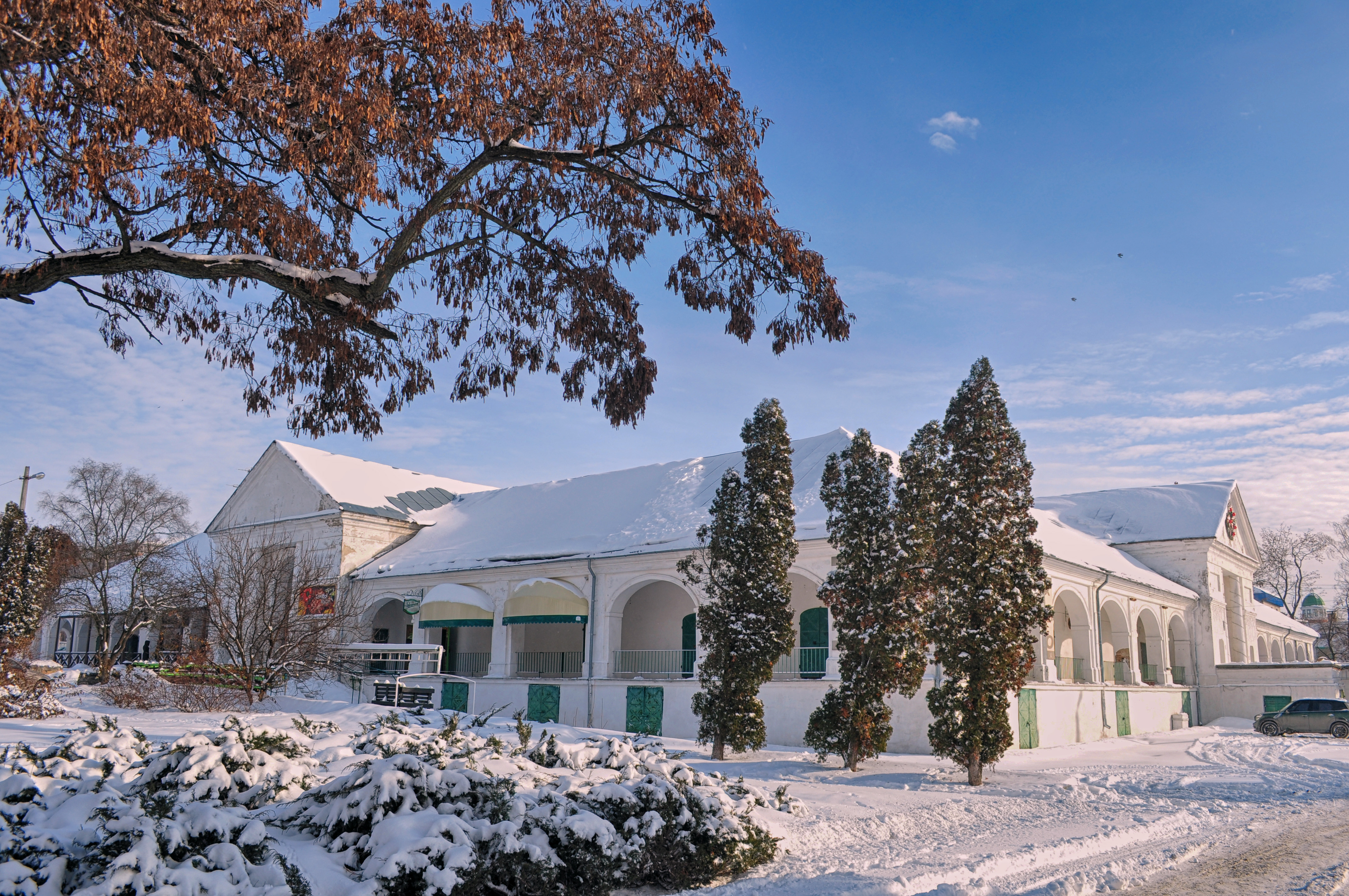
Hale targowe Branickich

- Pałac zimowy Branickich z końca XVIII wieku – zbudowany przez Franciszka Ksawerego Branickiego. Był to jedenastoosiowy, dwukondygnacyjny pałac w stylu klasycystycznym o dość oszczędnej elewacji. Zbudowano go z drewna na wysokiej podmurówce. Wnętrza urządzone były w stylu empire i zdobiło je też popiersie króla Stanisława Augusta Poniatowskiego. Po lewej stronie od pałacu zbudowano piętrową trzynastoosiową oficynę z portykiem wgłębnym z ośmioma kolumnami. W pobliżu znajdował się budynek skarbca, prawa oficyna oraz brama
- Pałac letni Branickich
- Kościół rzymskokatolicki św. Jana Chrzciciela z 1812 roku, ufundowany przez Franciszka Ksawerego Branickiego zbudowany w miejscu zamku. W miejscu tego kościoła przed jego budową stała katolicka kaplica polskiego garnizonu. Pierwszy kościół stał tu w 1552 roku i ufundował go wojewoda kijowski Fryderyk Proński. Obok powstał klasztor augustianów. Po zburzeniu go w 1667 roku przez Kozaków oddany został kapucynom. W latach 1720–1730 nowy kościół zbudował starosta Stanisław Wincenty Jabłonowski i oddał jezuitom. Kościół ten w 1779 roku stał się parafialnym, jednak jego stan był tak zły, że hetman Franciszek Ksawery Branicki ufundował nowy kościół, którego budowę rozpoczęto w latach 80. XVIII wieku i ukończono około 1816 roku. Obok powstała szkółka parafialna i szpitalik[7]. W kościele od lat ’90 XX w. odbywają się występy kameralnej i organowej muzyki, wykonywane na monumentalnych organach mieszczących się w kościele czeskiej firmy Rieger-Kloss,
- dwie synagogi z końca XIX wieku,
- trzy cerkwie z XVIII i XIX wieku,
- dawna poczta z połowy XIX wieku,
- Hale targowe (Sukiennice) wybudowane przez Branickich w latach 1809–1814, składające się z czterech budynków otaczających dziedziniec[8].
- Gimnazjum ufundowane przez Branickich w 1847 r. po skasowaniu przez Rosjan polskiego gimnazjum w Winnicy. Składało się z budynku głównego i dwóch skrzydeł bocznych.
- murowany młyn z XIX wieku,
- tzw. „skład Branickich” z końca XVIII wieku z portykiem toskańskim,
- katolicka kaplica cmentarna,
- park z XVIII wieku zwany „Aleksandria”[9] (obecnie rezerwat dendrologiczny)
- cerkiew Mikołajewska
- cerkiew Przemienienia Pańskiego z 1839 r.
- zamek nad rzeką Rosią, istniał już co najmniej w XVI wieku, bo obronił go przed Nalewajką książę Roman Różyński. W 1612 roku był otoczony wałem z czterema basztami w narożach, wewnątrz znajdowała się kaplica katolicka, prochownia, cekhauz dla armat. Około 1649 r. został rozbudowany i umocniony przez wojewodę ruskiego hetmana polnego koronnego Stefana Czarnieckiego, który zorganizował również obronę zamku. W XVII w. stacjonowało w nim 2 tys. żołnierzy. W 1702 r. zamek zdobył pułkownik kozacki Semen Palej. W 1765 roku opisano go jako „wał z czterema rądelami” otoczony głęboką fosą z trzech stron i rzeką z czwartej. Do wnętrza prowadziły trzy bramy, w tym zwodzona i wewnątrz wału. Zamku broniło 25 armat i 2 moździerze[10].

## Transport

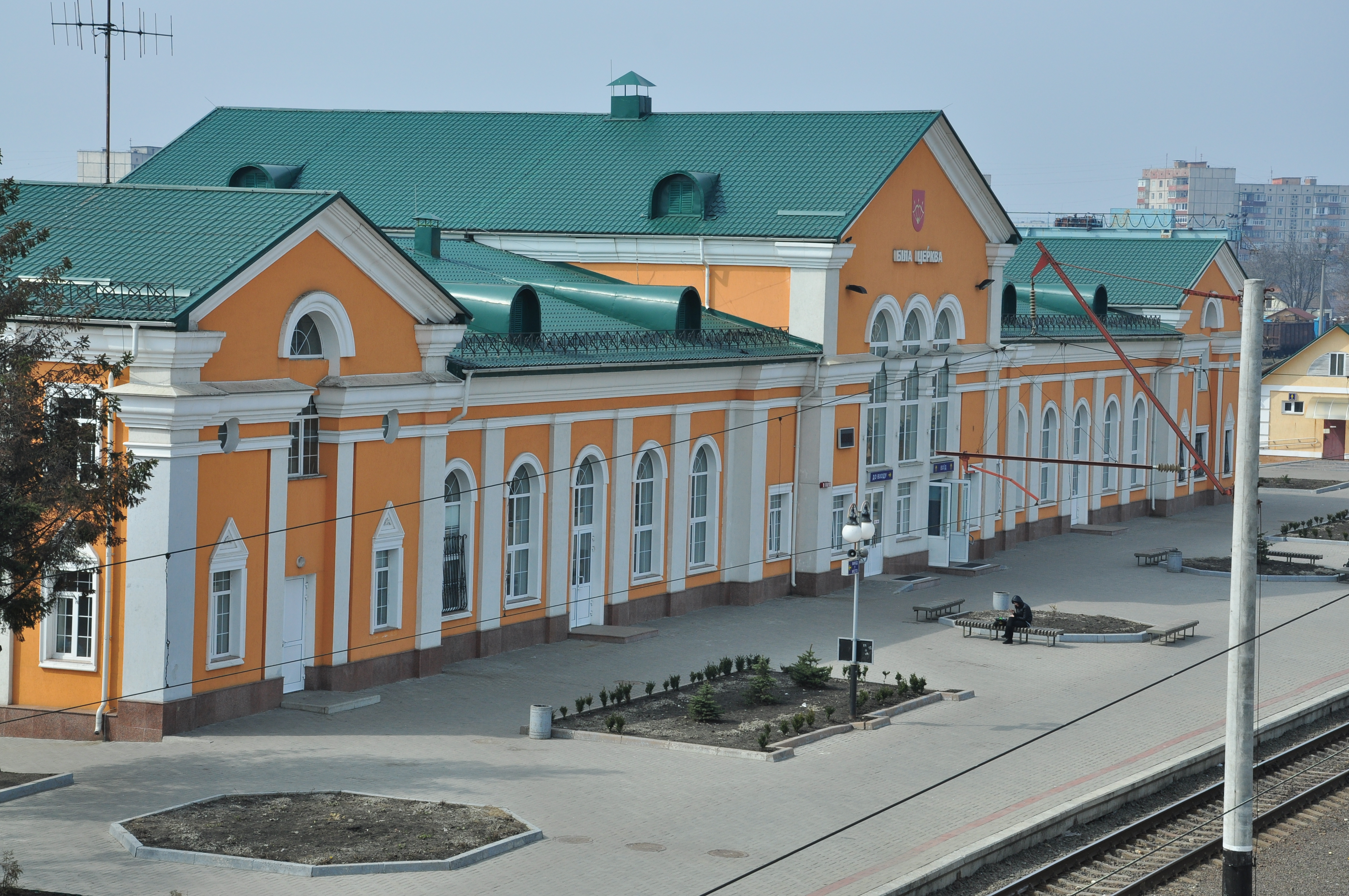
Dworzec kolejowy

W mieście znajduje się stacja kolejowa Biała Cerkiew. W ramach obsługi komunikacji miejskiej w mieście kursują trolejbusy.

## Sport
- Arsenał-Kyjiwszczyna Biała Cerkiew – klub piłkarski
- Roś Biała Cerkiew – klub piłkarski
- Stadion Trudowi Rezerwy w Białej Cerkwi
- Biłyj Bars Biała Cerkiew – klub hokejowy

## Urodzeni w Białej Cerkwi
- Andrij Bojko – ukraiński piłkarz
- Dawid Bronstein – radziecki szachista
- bł. Róża Maria Czacka – franciszkanka, założycielka Zakładu dla Ociemniałych w Laskach
- Switłana Czerniawśka – ukraińska sztangistka
- Stefania Knispel-Wróblowa – polska bibliotekarka
- Jurij Linnik – rosyjski matematyk
- Aleksandr Miedwied – radziecki zapaśnik
- Ludmiła Pawliczenko – radziecka strzelczyni wyborowa
- Władimir Sobczenko – radziecki dyplomata
- Andrzej Wachowicz – polski wojskowy
- Andrij Zawjałow – ukraiński piłkarz

## Miasta partnerskie
- Kowno, Litwa
- Krzemieńczuk, Ukraina
- Ostrowiec Świętokrzyski, Polska